# Jay Williams
Jay Williams (Plainfield, 10 de setembro de 1981) é um ex-jogador norte-americano de basquete profissional que atuou na  National Basketball Association (NBA). Foi o número 2 do Draft de 2002.